# أدريان ريد
أدريان ريد (بالإنجليزية: Adrian Reid)‏ (10 مارس 1985 بكينغستون في جامايكا - ) هو لاعب كرة قدم جامايكي في مركز الدفاع. شارك مع منتخب جامايكا تحت 20 سنة لكرة القدم ومنتخب جامايكا لكرة القدم. أما مع النوادي، فقد لعب مع سان جوان جابلوتي ونادي بورتمور يونايتد ونادي فوليرينغا ونادي ليلستروم ونادي ووتر هاوس.

## وصلات خارجية
- أدريان ريد على موقع قاعدة بيانات كرة القدم.إي يو (الإنجليزية)
- أدريان ريد على موقع ناشيونال فوتبول تيمز (الإنجليزية)